# 北村一輝
北村一輝（日语：／ Kitamura Kazuki，1969年7月17日—）是一位日本的演員，出身於大阪府大阪市，最初以本名北村康進行演藝工作，而後電影導演三池崇史取「北村一輝」為藝名。

## 人物
北村一輝飾演過許多反派、叛徒、異端、異形等角色，演技充滿狂氣。代表作有電影『皆月』、『哥吉拉 最後戰役』、『羅馬浴場』、連續劇『北条時宗』、『鬼鄰居』、『夜王～YAOH～』、『14歲小媽媽』、『醫龍』、『料理新人王』、『熱血律師』、『神探伽利略』以及NHK大河劇『天地人』等。
2012年離婚，這段婚姻持續了19年。長男北村将清於1994年12月3日出生，撫養權歸北村前妻。
2019年12月27日，宣布與圈外40代女性再婚。

### 主要演出經歷
關西電視台所播映的單篇電視劇系列「橫山やすし フルスロットル」中，飾演漫才師橫山やすし。不僅是將橫山的漫才、連競艇選手的生動樣貌都表現出來的電視劇，表現出他逼真的演技。
『北條時宗』劇中，飾演主角‧北條時宗的側近幕僚平賴綱，是個將元老重臣安達泰盛（柳葉敏郎飾演）慢慢逼入死角而剷除的野心角色。
在『夜王～YAOH～』中，以妖艷的牛郎姿態成為話題。本劇並奠定了他實力派演員的地位。
而在2004年上映的『哥吉拉  最後戰役』裡所飾演的X星人統制官一角，獲得破天荒廣大的評價。
2006年10至12月期演出兩部電視劇，在『14歲小媽媽』中飾演一位對主角及其家族緊追不捨的新聞工作者，後來卻因為種種因素而動搖，是個困難的角色。
深夜劇『秋葉原@DEEP』儘管和『夜王』的拍攝時間衝突，但僅僅因為可以cosplay夏亞（港澳譯音:馬沙），就很迅速的答應了演出。他在雜誌訪談中，甚至還提到以前因為喜歡鋼彈模型，做了情景模型去參加比賽，還得到優勝。另外值得一提的是，他的興趣之一是假日木工。
1999年以電影『皆月』和『日本黑社會　LEY LINES』獲得了Kinema旬報新人男優賞及Nifty電影大賞最佳男配角獎等獎項。『皆月』還獲得了橫濱電影節的最佳男配角獎。當時在這部電影中合作的奧田瑛二，為他取了一個綽號叫「浮游的爬蟲類」。
2018年首次挑戰擔任聲優，於『光之美少女系列』聯動劇場版『光之美少女 Super Stars!』中擔任反派角色「烏索巴卡」的配音，而他本人最初接到通知時本以為會是個好人角色而滿心期待，結果得知還是壞人角色，但因為是首次擔任聲優仍滿心期待。

### 藝界發展
少年的時候因為想成為海盜，進入商船高專就讀，但在學校裡發現無法成為海盜，於是休學。後來在「徹子的部屋」演出時曾說，當時想既然無法成為海盜，至少可以演出海盜，因此立志成為演員。
之所以對海盜產生憧憬，是因為年幼時看了Tyrone Power主演的電影「海上征服者」所致。而後又看了深作欣二導演的「蒲田行進曲」，而強烈的想成為電影演員。
19歲上京，即使努力的找經紀公司和參加甄選會，還是只能自立去找臨時演員的工作。為了推銷自己，甚至還有過一人兼任經紀人的時期。但是他的演員之路還是很不順遂，只好暫時放下演員的工作，從澳大利亞、到南美洲、東南亞等地海外放浪近四年的時間。

### 逸事
電影『JOKER 厄病神』(1998)中，飾演一名小混混。在閱讀腳本的時候，為了徹底符合自己所想像的「潦倒混混」形象，就跑去拔了6顆、削了3顆前齒；在後來的訪談裡則笑著提到「現在相當後悔」。
由於是昆汀·塔倫提諾導演的影迷，在『追殺比爾』來日本拍攝時，向導演自我推薦，塔倫提諾導演雖然對他說「我知道你！」，但也對他說「雖然重新寫了劇本，但是若仍沒有演出機會，就只能抱歉了」。後來他便這樣得到演出兩個角色的機會。
為了演出電影『鬼火』中的人妖酒吧媽媽桑角色，曾經花了數週的時間站在新宿二丁目路上，等人帶他去人妖酒吧，理由是以當時經濟能力並不允許去人妖酒吧消費。而後，在望月六郎導演的介紹下，前往拜會主角原田芳雄，為了入戲，還穿著黑色小短褲出現，讓原田誤以為當初是因為北村本人真的是同性戀，才起用他演出這角色。
『秋葉原@DEEP』中除了cosplay夏亞以及引用其名台詞之外，還借用了『Keroro軍曹』裡Kururu曹長的笑聲（客串同樣製作班底的『獅子丸G』時，也表演了這段笑聲）。最終回以夏亞專用薩克造型的等身大「オレザク」(或稱中込ザク)登場，在番外篇時則表示穿著「オレザク」拍攝其實相當辛苦。
和諧星二人組「雨後敢死隊」的成員宮迫博之是酒友，從『北條時宗』同台以來，就是很好的朋友。2006年7月シティリビング主辦的談話節目中，說過「與自己很要好的藝人是小池徹平、松岡昌宏、長瀨智也」。北村與小池曾於『醫龍-Team Medical Dragon-』中，與松岡有『哥吉拉 最後戰役』、『夜王』，而與長瀨則有『虎與龍』等多部作品共演的經驗。

## 歷年演出

### 電影
1991年
- 雪のコンチェルト

1995年
- ヤンキー烈風隊 ※本名「北村康」

1996年
- LUNATIC
- 大阪最強伝説 喧嘩の花道 - 浜田タケシ
- 天然少女萬
- アタシはジュース]
- 監禁 第2話「Higher Love」
- ロンタイBABY ※本名「北村康」

1997年
- 新・悲しきヒットマン2  ※本名「北村康」
- FULL METAL 極道 - タカちゃん  ※本名「北村康」
- 恐怖! 寄生虫館の三姉妹  ※本名「北村康」
- 鬼火- 坂田秀行  ※本名「北村康」
- 無国籍の男 血の収穫  ※本名「北村康」
- CLOSING TIME クロージングタイム  ※本名「北村康」
- 岸和田少年愚連隊 血煙り純情篇]
- うなぎ ※本名「北村康」
- ロマンティックマニア

1998年
- アンドロメディア - 定
- 蘇える金狼 - 桜井由紀夫  ※本名「北村康」
- 蘇える金狼2 復活篇
- JOKER 厄病神
- 狼たちの復讐 THE REVENGE OF THE WOLVES
- 難波金融詐欺 史上最悪の兄弟

1999年
- 第1作『完全なる飼育』- 津田乙彦
- 共犯者
- 日本黑社会 LEY LINES - 呂龍一
- 皆月 - アキラ
- 海賊版：BOOTLEG FILM - Yoji
- きりとりブルース 新・極道渡世の素敵な面々
- DEAD OR ALIVE 犯罪者 （页面存档备份，存于） - 跳舞的神祕人  ※用名「一輝」
- 難波金融詐欺 史上最悪の兄弟 慰謝料奪取
- 無頼 人斬り五郎

2000年
- フリーズ・ミー （页面存档备份，存于） - 広河昇
- 蝉祭りの島
- DRUG GARDEN
- ひまわり （页面存档备份，存于） - 笹原新次
- sWinG maN スイングマン (譯 搖擺人)
- 弱虫 チンピラ （页面存档备份，存于） - 北爪修
- 岸和田少年野球団 （页面存档备份，存于）
- 東京爆弾 Neo Tokyo Twilight Zone 第三話「ENDLESS LIFE」 - 徹二

2001年
- 連弾 （页面存档备份，存于） - 大沢三雄
- ターン （页面存档备份，存于） - 柿崎清隆
- man-hole （页面存档备份，存于）(マンホール） - 吉岡真一

2002年
- 野良犬 - 若武者
- 棒 Bastoni
- 熊本物語 第三部「おんな国衆一揆」
- Jam Films 「the messenger -弔いは夜の果てで-」
- MSTRBTN ミスターバッテン
- 今昔伝奇 花神

2003年
- 許されざる者
- あずみ
- Rodeo Drive -ロデオドライブ- ナイン・ソウルズ
- HOKURO～百発病伝説
- スカイハイ劇場版
- キル・ビル Vol.1
- 実録・名古屋やくざ戦争 統一への道

2004年
- 第5作『完全なる飼育 女理髪師の恋』 （页面存档备份，存于） 飾演 ケンジ
- きょうのできごと
- 怪談新耳袋 劇場版 「重いッ!」
- 血と骨
- 哥吉拉 最後戰役
- 新しい風‐若き日の依田勉三‐
- 青×黒×白の女 黒の女

2005年
- あずみ2 Death or Love
- メールで届いた物語 「やさしくなれたら…」
- 戰國自衛隊1549 - 飾演 飯沼七兵衛
- 濡れた赫い糸
- MAZE～南風～
- 東京朋友

2006年
- 東京朋友 The Movie
- 花田少年史 幽霊と秘密のトンネル（飾演幽靈 生前為律師 沢井真彦）
- SWEET DREAM（韓國電影）
- 武裝戰線 政府軍VS革命軍

2007年
- 人中之龍 電影版(龍が如く 劇場版)

2008年
- 嫌疑犯X的獻身 -飾演 草薙俊平

2009年
- 鈍獣
- キラー・ヴァージンロード
- ACACIA

2011年
- 极速天使
- 怪物くん

2012年
- 莫逆家族-バクギャクファミーリア-
- 羅馬浴場

2013年
- Night People (W主演)
- 貓侍 南島大冒險 (劇場版II) - 斑目久太郎
- ATARU THE FIRST LOVE & THE LAST KILL (劇場版) - 澤俊一

2014年
- 羅馬浴場II - 凱歐尼烏斯、杰尤涅斯
- Killers(2014)　殺手們(2014) - 野村 役 〔主演〕
- 寄生獸 電影版- 廣川剛志

2017年
- 跨越8年的新娘 - 柴田
- 相棒 劇場版IV - 黑衣男子

2018年
- 羊之木 - 杉山勝志
- 今夜，在浪漫劇場與妳相遇 - 俊藤龍之介
- 無限之住人 - 黑衣鯖人
- 去年冬天、與你分手 - 小林良樹
- 光之美少女 Super Stars! - 烏索巴卡（聲）
- 億男 - 百賴榮一

2019年
- 鳳梧洞戰役 - 安川次郎

2021年
- 神劍闖江湖 最終章 The Final - 辰巳
- 神劍闖江湖 最終章 The Beginning - 辰巳

2022年
- 沉默的遊行 - 草薙俊平
- 地獄犬 HELL DOGS（日语：ヘルドッグス） - 土岐勉

2023年
- 殭屍100～在成為殭屍前要做的100件事～ - 小杉權藏

2024年
- 去唱卡拉OK吧！ - 祭林組 組長

### 電視劇
1990年
- 富士電視台 「キモチいい恋したい!」

1997年
- 「恋のためらい」

1998年
- 奇跡の人(台譯奇蹟之人)
- 金曜エンタテイメント『夏の恐怖ミステリー(1)女医レイカ』（1999年8月富士電視台系列）- 佐佐木直也

1999年
- コワイ童話人魚姫
- レガッタ～国際金融戦争～
- 悪い女～地獄へのカクテル
- ボーダー 犯罪心理捜査ファイル 第8話「インターネットで殺人中継」（台譯暗夜边缘) （讀賣電視台）

2000年
- シンデレラは眠らない　（2000年1月、よみうりテレビ） - 江口幸二
- リミット～もしも、わが子が…(台譯愛的界限)（日本電視台） - グレイ
- 神様のいたずら(台譯愛神亂配對)（富士電視台系列） - 本間翔太

2001年
- 北条時宗（NHK大河劇）
- 水曜日の情事(台譯水曜日的愛情)（富士電視台） - 沖野晶午

2002年
- 春ランマン(台譯春浪漫)（關西電視台） - 真鍋丈二
- 探偵家族(台譯搞笑偵探一族)（日本電視台）
- 狂った果実（TBS電視台） - 河野夏久
- 怪談百物語 第11章-牡丹燈籠（富士電視台）- 新三郎

2003年
- 大奧-明治篇（富士電視台） - 德川家定/柳丈
- 恋する日曜日 ロンリィザウルス（2003年6月8日 BS-i・タツヤ）
- 探偵家族(台譯搞笑偵探一族)（日本電視台）
- ひと夏のパパへ(台譯獻給一個夏天的爸爸)（TBS電視台） - 桐嶋薪平
- あなたの隣に誰かいる(台譯鬼鄰居)（富士電視台） - 澤村数馬/久遠駿介

2004年
- 『航跡～横山やすし フルスロットルシリーズ』（關西電視台） - 横山やすし(木村雄二)（主演）
- 大奧～第一章（富士電視台） - 山賊

2005年
- 虎與龍（TBS電視台） - 田辺康雄
- 『阿波鳴門純愛物語～横山やすしフルスロットル』（關西電視台） - 横山やすし(木村雄二)（主演）
- スパイ道 我慢のスパイ
- 大奧~華之亂（富士電視台） - 柳沢吉保
- ハルとナツ(台譯春與夏)（NHK）- 山辺康夫
- 女と男と物語PARTIII ♯8『午前0時のバーカウンター』

2006年
- 夜王～YAOH～（TBS） - 聖也
- 醫龍-Team Medical Dragon-（富士電視台系列） - 霧島軍司
- 電車男DX 最後の聖戦（2006年9月富士電視台系列） - 前園
- 秋葉原@DEEP（TBS） - 中込威
- DRAMACOMPLEX 恋のから騒ぎ～LOVESTORIES～III（2006年9月26日 日本電視台） - 草柳明
- Episode1「十億の女」 Episode2「荷台に乗せられた女」 Episode3「元ヤンの女」
- 令人討厭的松子的一生（2006年10月～12月 TBS電視台）
- 14歲小媽媽（2006年10月～12月 日本電視台）
- 氷点（2006年11月26~27日 二夜連続ドラマ 朝日電視台） - 村井靖夫

2007年
- 壞人們（松本清張 わるいやつら、2007年1月～3月 朝日電視台）- 律師 下見沢作雄
- 料理新人王（バンビ～ノ！Bambino！、2007年4月18日起周三22:00 日本電視台）- 領班 與那嶺司
- 大象花子 （页面存档备份，存于）（千の風になって「ゾウのはな子、2007年8月4日 富士電視台）- 飼育員 高野敬介
- 去年ルノアールで （页面存档备份，存于）（2007年7月29日 東京電視台）- 推銷員）
- 神探伽利略（2007年10月15日起週一21:00 富士電視台）- 草薙俊平
- 醫龍2（2007年10月11日起 首集21:00 週四22:00 富士電視台）- 霧島軍司

2008年
- 熱血律師（ホカベン）（2008年4月15日起週三21:00 富士電視台）- 杉崎律師

2009年
- 天地人（2009年1月4日起週日NHK大河劇） - 上杉景勝

2010年
- 宿命1969-2010（宿命 1969-2010 -ワンス・アポン・ア・タイム・イン・東京）- 有川崇（2010年1月15日起週五21:00 朝日電視台）（主演）
- その時までサヨナラ（2010年2月14日、WOWOW） - 森悟 （主演）
- 逃亡弁護士（2010年7月6日起週二22:00、富士電視台） - 真船丈

2011年
- 引き継ぎ（2011年3月27日、WOWOW） - 尾花久雄（主演）
- 妖怪人间貝姆（2011年10月22日、日本電視台） -夏目章規

2012年
- Strangers6（2012年1月-、WOWOW） - 劉光輝
- ATARU（（2012年4月-、TBS） - 沢俊一

2013年
- 火怨・北の英雄　アテルイ伝（2013年1月11日起週五、BSプレミアム，全四回） - 母礼
- 神探伽利略2 - 草薙俊平
- 猫侍 - 斑目久太郎

2014年
- 金田一少年之事件簿 獄門塾殺人事件 - 氏家貴之
- 真相大白 - 一之瀨聰士
- 晝顏～平日午後3點的戀人們～ - 加藤修
- NHK 途中下車 2014年12月25日 - 灰島（SP，主演）

2015年
- 瘟神系列：破門（2015年1月9日 - 3月6日）- 桑原保彥
- 脫黑～不再當黑社會～（2015年4月16日 - 6月18日、TBS電視台）- 三ヶ島翔

2016年
- 瘟神系列：螻蛄（2016年2月19日 - 3月18日）- 桑原保彥
- 談戀愛世界難（2016年4月13日 - 6月15日、日本電視台）- 和田英雄

2017年
- 4号警備（2017年4月 - 5月、NHK総合）- 石丸賢吾
- 礫石~揭開外務省機密費的搜查二課男兒們～ (石つぶて〜外務省機密費を暴いた捜査二課の男たち〜)（2017年11月 - 12月、WOWOW 劇集W）- 真瀬和則

2018年
- Signal 長期未解決事件搜查班（2018年4月10日 - 6月12日、富士電視台）- 大山剛志

2019年
- 緋紅 スカーレット - 川原常治
- 信用詐欺師JP 特別篇（2019年5月18日、富士電視台）- 阿久津晃

2021年
- 天國與地獄～瘋狂的2人～（2021年1月 - 3月、TBS電視台）- 河原三雄

2022年
- 鋼盔（2021年7月6日 - 9月14日、富士電視台）- 八女純一

2023年
- 鴉色刑事組 特別篇（2023年1月14日、富士電視台）- 大藪重之
- 聽我的電波吧（2023年4月21日 - 6月9日、朝日電視台）- 麻藤兼嗣
- 沒有暖桌的家（2023年10月18日 - 12月20日、日本電視台）- 土門幸平

2024年
- 366日（2024年4月8日 - 6月17日、富士電視台）- 水野輝彥
- 黃金神威 北海道刺青囚人爭奪編 第8話・最終話（2024年11月24日・12月1日、WOWOW）- 犬童四郎助
- 我的寶物（2024年10月17日 - 12月19日、富士電視台）- 淺岡忠行

2025年
- 御上先生（2025年1月19日 - 3月23日、TBS）- 古代真秀

### 語学番組
- テレビでイタリア語 （NHK教育）ナビゲーター（2012年4月2日 - ）

### 解說員
- 柴咲コウ 孤独の中の輝き(2008年10月27日、NHKハイビジョン）
- 戦士の逸品 (2009年10月1日～、東京電視台)
- スポーツ大陸 (2010年、NHK）

### 綜藝節目
- 笑福亭學屏
- 笑っていいとも!（テレフォンショッキング・ゲスト、富士電視台）
- 大改造!!劇的ビフォーアフター新春2時間スペシャル（ABCテレビ　2010年1月17日）
- ロンドンハーツ2時間スペシャル（朝日電視台　2010年2月9日、ゲスト）
- トップランナー（NHK総合　2010年2月19日）
- ネプリーグ（2010年11月22日、富士電視台）
- 笑っていいとも!（2010年11月23日、富士電視台）
- おしゃれイズム１时间スペシャル （2011年10月9日、日本電視台）
- 岚にしやがれ（2011年10月15日、日本電視台）

### 舞台劇
- 暗闇のレクイエム（1997年）
- SIDE MAN（2000年）
- 月光のつゝしみ（2002年）
- 秋ランマン　丈二の夢は夜ひらく（2003年）
- ラブ・レター（2004年）
- 恋の骨折り損（2007年）
- ささやき色のあの日たち（2007年）
- 死ぬまで短い時間（2007年）
- 黴菌（2010年）

## 得獎紀錄
- 1999年「電影旬報」日本電影最佳新人男演員(｢皆月｣「日本黑社会 LEY LINES」)
- 1999年「Nifty電影節」最佳男配角(｢皆月｣「日本黑社会 LEY LINES」)
- 1999年「大阪電影節」(｢皆月｣)
- 2000年「橫濱電影節」最佳男配角(｢皆月｣)
- 2004年「第39回日劇學院賞」最佳男配角 (鬼鄰居)
- 2007年「第53回日劇學院賞」最佳男配角 (料理新人王)

## 外部連結
- フロムファーストプロダクション・北村一輝 （页面存档备份，存于）
- 北村一輝公式ウェブサイト （页面存档备份，存于）
- 北村一輝オフィシャルモバイル （页面存档备份，存于）
- 北村一輝的Instagram帳戶